# Aleksandra Gryka (siatkarka)
Aleksandra Gryka (ur. 6 lutego 2000 w Warszawie) – polska siatkarka, reprezentantka kraju, grająca na pozycji środkowej.
W 2017 roku brała udział w 3 turniejach młodzieżowych: najpierw w kwietniu reprezentowała Polskę na Mistrzostwach Europy Kadetek, gdzie zajęła 8. miejsce. Potem w lipcu była 6 drużyną Mistrzostw Świata Juniorek i w sierpniu wraz z koleżankami z reprezentacji były 16 w Mistrzostwach Świata Kadetek.

## Sukcesy klubowe

### młodzieżowe
Mistrzostwa Polski Kadetek:
- 2017[8]

Mistrzostwa Polski Juniorek:
- 2017, 2018[9], 2019[10]

### seniorskie
Mistrzostwo Polski:
- 2023[11]

## Sukcesy reprezentacyjne

### młodzieżowe
Mistrzostwa Europy Juniorek:
- 2018[12]

### seniorskie
Liga Narodów:
- 2025[13]

## Nagrody indywidualne
- 2017: Najlepsza blokująca Mistrzostw Polski Kadetek[14]
- 2018: Najlepsza blokująca Mistrzostw Polski Juniorek[15]